# Aaslaluoto
Aaslaluoto ou Aasla est une île de l'archipel finlandais à Naantali en Finlande.

## Géographie
La superficie d'Aaslaluoto est de 16,9 kilomètres carrés.
Le point culminant De l'île est à 60 mètres d'altitude.
d'Aaslaluoto s'étend de 4,4 kilomètres dans la direction nord-sud et 6,5 kilomètres dans la direction est-ouest,.
Aasla appartient à la zone paysagère de valeur nationale d'Airisto-Seili.
Aasla est aussi en partie une zone natura 2000.
Avec l'île voisine de Kramppi, elle forme la zone naturelle Aasla-Kramppi de 338 hectares.

## Transports
Aaslaluoto est reliée à Airismaa par la Yhdystie 1890.
Pour se rendre sur l'île, il faut emprunter le traversier d'Hämmärönsalmi qui relie Aasla et Airismaa.
L'île est également accessible par le traversier M/S Östern, qui mène jusqu'à Nauvoo via Seili .
La route touristique Pikku rengatie traverse Aaslaluoto.
Au sud-est d'Aasla passe l'important chenal de navigation de Naantali, d'une profondeur de 15,3 mètres, par lequel passent les navires vers le port de Naantali et le port de Turku, ainsi que vers le chantier naval de Perno et le chantier de réparation navale de Turku.

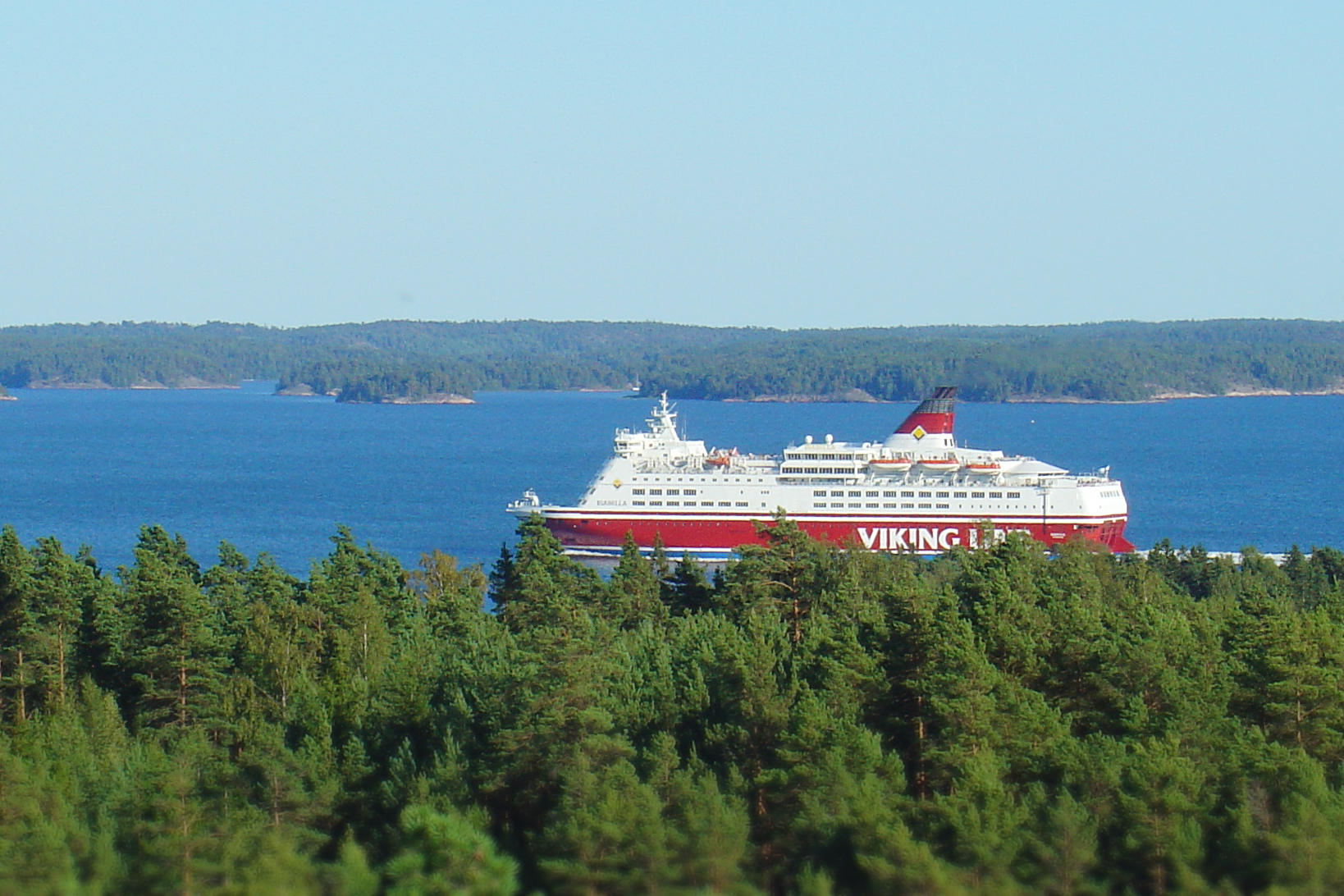
Le M/S Isabella, vu de la tour d'observation de Karhuvuori à Aaslaluoto.

### Articlesconnexes
- Liste d'îles de Finlande